# Felice Mondella
Felice Mondella (Milano, 21 dicembre 1928 – Milano, maggio 2008) è stato un nobile, medico e filosofo italiano.

## Biografia
Si laureò in medicina all'Università di Milano nel 1954 con una tesi sulla metodologia delle scienze biologiche. Dopo aver svolto il servizio militare come ufficiale medico, si dedicò per sette anni alla pratica di medico di famiglia a Milano.
Sentendo l’esigenza di un raccordo tra scienze mediche e filosofiche, riprese gli studi laureandosi in filosofia a Milano nel 1966. Dopo la laurea fu assistente della cattedra di filosofia della scienza  tenuta da Ludovico Geymonat, incarico che tenne fino al 1972. Nel 1971 conseguì la libera docenza in Storia della filosofia moderna e contemporanea.
Dal 1972 al 1978 ha insegnato nelle università di Cagliari e di Pisa come professore incaricato di Storia della filosofia e Storia del pensiero scientifico. Nel 1978 è tornato all'Università di Milano quale professore incaricato di filosofia della scienza. Nel 1984 è stato tra i fondatori della rivista Sanità Scienza Storia e nel 2001 di Janus (sottotitolata Medicina: cultura, culture).
Le sue ricerche si sono rivolte soprattutto alla storia ed epistemologia della medicina dall’800 ai nostri giorni, con speciale riferimento agli aspetti sociologici e antropologici del rapporto clinico.
Nel 2013 sua moglie, Dott.ssa Anna Checchi, ha donato alla Biblioteca di Filosofia dell'Università di Milano circa 400 libri che facevano parte della sua biblioteca personale.

## Pubblicazioni (selezione)
- Sui rapporti fra fisica quantistica e principi generali della biologia, in Il Pensiero, vol. 2, 1957, pp. 381–415
- Scienza e tecnica in Italia nella prima metà dell’Ottocento, in Nuove Questioni di Storia del Risorgimento, a cura di L. Bulferetti, (Milano, Marzorati, 1961)
- Sviluppo e crisi del materialismo dogmatico nell’800, in La medicina e la società contemporanea, (Roma, 1968) pp. 51–74
- In AA.VV., a cura di L. Geymonat, Storia del pensiero filosofico e scientifico, vol. III (Milano, Garzanti, 1971-72), pp. 270–310
- Studi sulla reazione idealistica alla scienza (Università di Cagliari, 1974)
- Meccanicismo, materialismo e sviluppo delle teorie biologiche, in Il concetto di progresso e sviluppo delle scienze, a cura di E. Agazzi, (Milano, Feltrinelli, 1976)
- Meccanicismo biologico e teoria dell’evoluzione nell’opera di C. Naegeli, in Scienza e storia. Analisi critica e problemi attuali, di S. Tagliagambe e A. Di Meo, (Roma, 1980)
- Vita e intelligenza nella psicologia evoluzionistica di Spencer, Scienza e filosofia nella cultura positivistica, a cura di A. Santucci (Feltrinelli, 1981), pp. 313–324
- Newton e alcuni fisiologi del ‘700, in Il newtonianesimo del Settecento, a cura di P. Casini (Roma, 1983), pp. 133-145
- Il concetto di istinto da Darwin a Lorenz: le origini dell’etologia (Milano, Unicopli, 1984)
- Il riduzionismo e la rivoluzione darwiniana, in La vita e la sua storia (Milano, Scientia, 1985), pp. 1-6
- Il rapporto corpo-mente: evoluzione di un problema scientifico e filosofico (Aliapapers, Milano, 1986)
- La medicina: scienza, prassi e ideologia, in AA.VV., Pensiero scientifico e pensiero filosofico (Padova, Muzzio ed., 1993)
- Visione integrativa della natura e gerarchia nei viventi, in "Goethe scienziato", di G. Giorello e A. Greco (Torino, Einaudi, 1998)
- Introduzione a: Howard Brody, Per una filosofia della guarigione. Scienza ed etica nell’effetto placebo (Angeli, Milano, 1998)

Il Prof. Felice Mondella ha scritto alcune biografie di medici e filosofi della scienza sul Dizionario biografico degli italiani, tra cui quelle di Niccolò Andria e Giovanni Argenterio.